# Горинов, Алексей Александрович
Алексе́й Алекса́ндрович Го́ринов (род. 26 июля 1961, Москва) — российский деятель местного самоуправления, муниципальный депутат Красносельского района города Москвы. Политический заключённый: 8 июля 2022 года осуждён по статье 207.3 УК РФ за антивоенное высказывание на семь лет лишения свободы. Стал первым человеком, получившим по этой статье реальное наказание в виде лишения свободы.

## Биография
Родился 26 июля 1961 года в Москве. В 1984 году окончил Московский институт инженеров геодезии, аэрофотосъёмки и картографии, в 2004 году — Московскую государственную юридическую академию.
В 1990—1993 годах — муниципальный депутат Дзержинского района Москвы. С 2017 года — муниципальный депутат Красносельского района города Москвы (самовыдвиженец, поддержан движением «Солидарность»).
Член движения «Солидарность». Работал генеральным директором ЗАО «Вэйнетт Трэдинг».

## Уголовное преследование за антивоенное высказывание

### Заседание совета депутатов
Я считаю, что принимать этот план не нужно. О каком досуге и развлечении может идти речь, когда мы все перешли сейчас к качественно иному укладу жизни, когда на территории соседнего суверенного государства ведутся боевые действия, осуществляется агрессия нашей страны? О каком конкурсе детского рисунка может идти речь или об организации танцевальных программ, приуроченных ко Дню победы, когда у нас каждый день гибнут дети (для информации скажу, около 100 детей погибли в Украине), дети становятся сиротами, и внуки и правнуки участников Второй мировой войны сейчас брошены в пекло этих боевых действий на территории Украины. Я считаю, что все усилия гражданского общества должны быть направлены только на то, чтобы остановить войну и вывести войска России с территории Украины. Если бы пункты плана были посвящены этим вопросам, я бы с удовольствием проголосовал. В таком виде я лично голосовать не буду, а дальше на ваше усмотрение <…> Я считаю, это главный вопрос гражданского общества. Остановить войну, вывести войска с территории соседнего государства, остановить агрессивные действия.
15 марта 2022 года, вскоре после начала вторжения России на Украину, на пятом заседании Совета депутатов муниципального округа Красносельский при согласовании Сводного календарного плана по досуговой, социально-воспитательной, физкультурно-оздоровительной и спортивной работе с населением по месту жительства в Красносельском районе на II квартал 2022 года обсуждалось проведение конкурса детских рисунков.
Горинов высказался, что во время войны с Украиной такой конкурс будет выглядеть как «пир во время чумы», так как «около ста детей погибли в Украине, дети становятся сиротами». Его поддержала глава муниципального округа Елена Котёночкина, предложив провести конкурс с формулировкой «дети против войны в Украине». В отношении Елены Котёночкиной также завели уголовное дело, и она покинула Россию, улетев из Москвы в Ереван, оттуда в Тбилиси, а потом в Вильнюс. Также во время заседания Горинов заявил, что российские «внуки и правнуки участников Второй мировой войны сейчас брошены в пекло на территории Украины», назвал вторжение России на Украину войной, а не «специальной военной операцией», акцентировав, что на Украине гибнут дети.
Позднее депутаты Александр Хинштейн и Олег Леонов написали заявление в генеральную прокуратуру РФ на главу муниципального округа с требованием о привлечении её к уголовной ответственности. За антивоенное высказывание в отношении Горинова возбудили уголовное дело по статье УК РФ 207.3 (распространение заведомо ложной информации о действиях Вооружённых сил РФ с отягчающими обстоятельствами) — по версии следствия, преступление было совершено по предварительному сговору, с использованием служебного положения и по мотивам ненависти или вражды.

### Уголовный процесс
26 апреля 2022 года сотрудники силовых органов задержали Горинова, а также обыскали его дом и совет депутатов. Расследование уголовного дела заняло 5 дней — с 26 апреля по 1 мая.
Первое заседание по делу Горинова состоялось 1 июня в Мещанском районном суда города Москвы. Прокурор просил продлить арест Горинова на 6 месяцев, однако тот сообщил, что у него туберкулёз, а в СИЗО ему не оказывают надлежащую медицинскую помощь, но судья удовлетворил просьбу о продлении ареста.
Суд по делу Горинова объявили частично закрытым: прокуратура заявила, что зрители и журналисты могли бы оказывать «психологическое давление» на свидетелей обвинения.
Прокуратура заявляла, что Горинов и Котёночкина во время заседания состояли в намеренном сговоре с целью «дискредитации» российских военных.
В защиту Горинова адвокат заявил, что требование Роскомнадзора не называть войну войной распространяется только на СМИ, и ни в каких законах не содержится требования по его соблюдению к обычным россиянам.
8 июля 2022 года судья Мещанского суда Олеся Менделеева приговорила Горинова к семи годам лишения свободы с отбыванием наказания в колонии общего режима.
Во время заседания Горинов открыто осудил вторжение России в Украину:
Я полагаю, что Россия исчерпала свой лимит на войны еще в XX веке. Однако наше настоящее — это Буча, Ирпень, Гостомель. Вам говорят что-то эти имена? Вам, обвинение! Поинтересуйтесь и не говорите потом, что ничего не знали. Пять месяцев Россия ведет военные действия, стыдливо называя их специальной операцией. Нам обещают победу и славу. Отчего же тогда немалая часть моих сограждан испытывают стыд и вину. Почему у нашей страны появилось столько недругов? Может быть, с нами что-то не так? Давайте это обсудим. Собственно, я это и сделал на заседании совета депутатов. И был поддержан большинством присутствовавших. И теперь я в суде.
На заседании 19 сентября 2022 года Алексею уменьшили наказание на один месяц, после смягчения приговора его уголовный срок составил 6 лет 11 месяцев. Это произошло из-за изменившейся формулировки в обвинении депутата — из него убрали версию о том, что «группа лиц» (а именно Горинов и Котёночкина) «действовала по предварительному сговору».
Произнося свое последнее слово, Горинов извинился перед народом Украины за то, что не смог остановить войну, а также заявил, что появившаяся у суда возможность возбуждать уголовные дела за пацифистские взгляды — «позор для нашей страны».
В конце ноября 2022 года Горинова этапировали в ИК-2 населённого пункта Покров во Владимирской области. Здесь отбывали наказание гражданский активист Константин Котов и политик Алексей Навальный. Адвокат Мария Эйсмонт ранее занималась делом Котова и неоднократно посещала ИК-2: она считает, что в Покровской колонии делают всё, чтобы изолировать политических заключённых от стороны защиты.
15 апреля 2025 года в связи с делом Горинова была подана жалоба в Конституционный Суд Российской Федерации на нарушение статьёй, введённой ФЗ № 32, конституционных прав и свобод граждан. Также жалоба была подана на 1 и 9 части статьи 40 Федерального закона «Об общих принципах организации местного самоуправления в Российской Федерации», так как фактически оказывается невозможным свободное выражение мнений, включая критику властей, что ограничивает местное самоуправление.

### Оценки приговора
В 2022 году независимый правозащитный проект «Поддержка политзаключенных. Мемориал» признал Алексея Горинова политическим заключённым.
По мнению заместителя директора правозащитной организации Amnesty International по Восточной Европе и Центральной Азии Брюса Миллара, приговор является «неправомерной расправой за выражение своего мнения», а Горинов «не совершил никакого международно признанного преступления, назвав развязанную Владимиром Путиным войну против Украины тем, чем она и является, — преступной войной».
По мнению правозащитницы Марины Литвинович, приговор по делу Горинова является показательным и призван запугать депутатов и других государственных служащих, чтобы никакие представители власти не смели что-либо говорить против войны.
Сам Горинов считает, что определённый судом размер наказания несоизмерим с размером ущерба, нанесенным Украине Россией: «Невообразимо много? Но вспомните, скольких человек коснулась война в Украине, отняв у каждого годы мирной, нормальной жизни, — а у кого-то вообще жизнь! — и умножьте. Почувствуйте, поймите космический масштаб событий, о которых идет здесь речь. Такой же масштаб ответственности, лежащей на каждом, — включая меня. И самое малое, что я могу, — называть вещи своими именами».

## Дело об оправдании терроризма
Дело было возбуждено осенью 2023 года; по версии следствия, в разговоре с другим заключённым в тюремной больнице Алексей оправдывал объявленный в России террористической организацией украинский полк «Азов», взрыв Крымского моста и действия спецподразделения ГУР Украины «Кракен».
Адвокат Алексея считает свидетельские показания полученными незаконно, путём провокации — в январе 2023 года в палате Горинова установили телевизор и подселили к нему других заключённых, которые интересовались его мнением по поводу новостей (по другим источникам, перевели в палату с телевизором вместо выписки). В показаниях свидетелей есть нестыковки, с другой стороны, протоколы допросов свидетелей идентичны вплоть до пунктуационных ошибок, из 14 часов аудиозаписей за 20 дней состав преступления был найден в двух фразах. Горинов вину не признал, но в последнем слове отметил, что его «вина состоит в том, что я, как гражданин своей страны, допустил эту войну, не смог её остановить. И прошу отметить это в приговоре. Но я хотел бы, чтобы мою вину и ответственность разделили со мной также и организаторы, участники, сторонники войны, а также преследователи тех, кто выступает за мир».
В ноябре 2024 года 2-й Западный окружной военный суд приговорил Алексея к ещё трём годам в колонии строгого режима. После вступления в силу нового приговора Горинов должен провести в строгих условиях содержания суммарно (в результате двух приговоров) пять лет.
В марте 2025 года Росфинмониторингом внесён в список в список террористов и экстремистов.

## Ухудшение здоровья
До заключения под стражу у Алексея было слабое здоровье: несколько лет назад до попадания в СИЗО он перенес операцию на лёгких. Из-за условий тюремного заключения и невозможности получить полноценную медицинскую помощь состояние Горинова ухудшилось, 9 декабря 2022 года депутат заболел. После двухдневного посещения медчасти Алексей не пошёл на поправку, у него сохранились высокая температура и одышка. Как сообщает интернет-издание «Радио Свобода», после общественного резонанса тюремное руководство согласилось перевести Горинова в больницу ФКУ ИК-3 Владимирской области. Колония, при которой находится больница, известна своими пытками — сюда же в апреле 2021 года на лечение привозили политика Алексея Навального.
Согласно сообщениям правозащитников, Алексея Горинова содержат в пыточных условиях: в холодной камере без матраса, одеяла и горячей воды, на учёте как якобы склонного к побегу и к суициду (что влечёт побудки каждые два часа), отказывая во встречах с родными и в переписке, регулярно помещая в ШИЗО (в частности, 48 дней подряд в 2023 году). В ноябре 2024 года в связи со вторым делом Горинов ещё до вынесения приговора был поставлен на учёт как склонный к совершению террористических актов.

## Семья
Женат, имеет сына.

## Международное признание
В ноябре 2022 года Горинов получил премию Магнитского. Её вручают с 2015 года общественным деятелям, сделавших вклад в борьбу за права человека.
В начале января 2023 года 34 депутата Европейского парламента написали письмо в поддержку Алексея Горинова, где выразили солидарность с депутатом в «стремлении к свободной и мирной России».
20 и 21 января более чем в 20 странах прошли акции в поддержку политических заключённых в России, где в частности упоминался Алексей Горинов.
В феврале 2023 года ООН в ответ на жалобу правозащитников призвала немедленно освободить Алексея Горинова и потребовала от российских властей провести независимое расследование.
27 августа 2024 года Дмитрий Муратов попросил Красный крест вмешаться в судьбу Алексея Горинова. По данным «Новой Газеты», Горинову не дают матрас и одеяло, в камере нет горячей воды и исправного туалета; он лишен доступа к книгам, письмам и звонкам, и из-за изоляции начал забывать слова.

### Санкции против судей
В июле 2025 г. Евросоюз ввел санкции против судей, выносивших решения по делам Алексея Горинова. В списке ЕС судья Пресненского суда Москвы Екатерина Кириченко, отправившая Горинова в СИЗО по делу о военных фейках, судьи Мосгорсуда Лариса Мартынова, Елена Журавлева и Максим Соколовский, утвердившие Горинову 7-летний тюремный срок, а также судья 2-го Западного окружного военного суда Роман Владимиров, приговоривший экс-мундепа еще к 3 годам колонии по делу об оправдании терроризма.